# Hort de la Planta
L'Hort de la Planta és un paratge del Pallars Jussà situat en el terme municipal de Conca de Dalt, dins del territori de l'antic terme d'Hortoneda de la Conca, al Pallars Jussà, a la Quadra de Llania.
Està situat a l'esquerra de la Noguera Pallaresa poc després que aquest riu hagi emprès la direcció nord-sud després del múltiple canvi de gir que fa en superar el Congost de Collegats. Queda a llevant i a l'altra banda del riu de l'àrea de descans de la Font de la Figuereta, de la carretera N-260, al nord-oest de la Quadra de Llania.